# 小行星8156
小行星8156（英語：8156 Tsukada）是一颗围绕太阳公转的小行星。1988年10月13日，圓舘金、渡邊和郎在北见发现了此天体。
这颗小行星的绝对星等为244.3410847204055等。